# Jože Sevljak
Jože Sevljak, slovenski pesnik, pisatelj, učitelj, ravnatelj, * 19. november 1942, Klanec nad Vačami, Slovenija.
Piše pesmi in prozo za mladino in odrasle. Izdal je štiri pesniške zbirke, roman, v revijah, almanahih in pesmaricah pa je objavil veliko črtic in pesmi.

## Življenje
Na Vačah je obiskoval osnovno šolo, nižjo gimnazijo pa v Litiji. Leta 1957 se je vpisal na učiteljišče v Ljubljani in ga končal leta 1962. Po končanem učiteljišču in prvi zaposlitvi na OŠ Gabrovka je študij nadaljeval v Ljubljani na Pedagoški akademiji, smer razredni pouk in leta 1965 diplomiral. Za nekaj mesecev se je zaposlil na OŠ Podkum. Leta 1967 se je zaposlil na OŠ Ivana Skvarča v Zagorju ob Savi, kjer je živel do leta 1975. Študij je nadaljeval na Filozofski fakulteti v Ljubljani, kjer je leta 1973 diplomiral na Oddelku za pedagogiko. Po končanem študiju se je vrnil na OŠ Ivan Skvarča, kjer je do konca leta 1974 opravljal delo šolskega svetovalnega delavca. Jeseni 1974 je na OŠ Šmartno pri Litiji prevzel mesto ravnatelja in ga opravljal do zaključka šolskega leta 1977/1978. Leta 1975 se je iz Zagorja preselil v Litijo. V Ljubljani se je leta 1978 zaposlil kot pedagoški svetovalec za prometno vzgojo in interesne dejavnosti v osnovni šoli na Zavodu za šolstvo. Leta 1982 je postal direktor na Zavodu za izobraževanje in kulturo v Litiji ter se leta 2003 upokojil. Živi in dela v Litiji.

## Delo
Pesmi in prozo je začel pisati v nižji gimnaziji. Dela je objavljal v mladinski reviji Pionirski list. Prvo pesem Koline je objavil leta 1954. Pisatelj in urednik Ferdo Godina mu je leta 1956 izročil prvo nagrado za črtico Žetev. Dela je objavljal tudi v reviji Mlada pota, rudarskem glasilu Srečno, v revijah Galeb, Kmečki glas, Primorska srečanja, Rast in Samorastniška beseda. V Zagorju je bil vključen v literarno skupino Dediči, sodeloval je v almanahu Slovenske rudarske pesmi in pisal besedila za narodnozabavno glasbo.
Sodeloval je v oddajah Radia Slovenija Literarni nokturno in v otroški oddaji Lahko noč, otroci, z Radiem Kum ter z lokalno TV-postajo Kisovec, kjer vsak teden bere svoje pravljice otrokom.
Prispeval je h kulturnemu življenju v Litiji in za to dobil Valvasorjevo plaketo občine Litija. Dve nagradi je prejel tudi na anonimnih natečajih kratke proze Radia Slovenija.
Veliko del je napisal za otroke. Motivno-tematske prvine črpa iz delavsko-kmečkega svet in življenjskih izkušenj. Jezik je realističen in obarvan z lokalnimi posebnostmi (Zgodbi iz središča). Za otroške pesmi je značilen svoboden verz in nepredvidljivi zaključki.

### Pesniške zbirke
- Razvejeno deblo, skupna pesniška zbirka (1970) (COBISS)
- Rožnata kepa (1982) (COBISS)
- Razklani prag (1991) (COBISS)
- Jalova setev (1995)  (COBISS)

### Proza
- Zeleni kres (1992) (COBISS)
- Zgodbi  iz središča (2003) (COBISS)

### Pesmi za mladino
- Jaz pa prosim za košček modrine (1998)(COBISS)
- Pesmi za Jakoba in Kajo (2011)(COBISS)

### Proza za mladino
- Med drevjem luč (2001) (COBISS)
- Kamnov škrat (2004) (COBISS)
- Skrivnost temnih globin (2004) (COBISS)
- Načeta vrv (2006) (COBISS)
- Kako je martinček shujšal (2008) (COBISS)
- Kot kamen, kot dež (2010) (COBISS)